# 巴勒斯坦地名的希伯來化

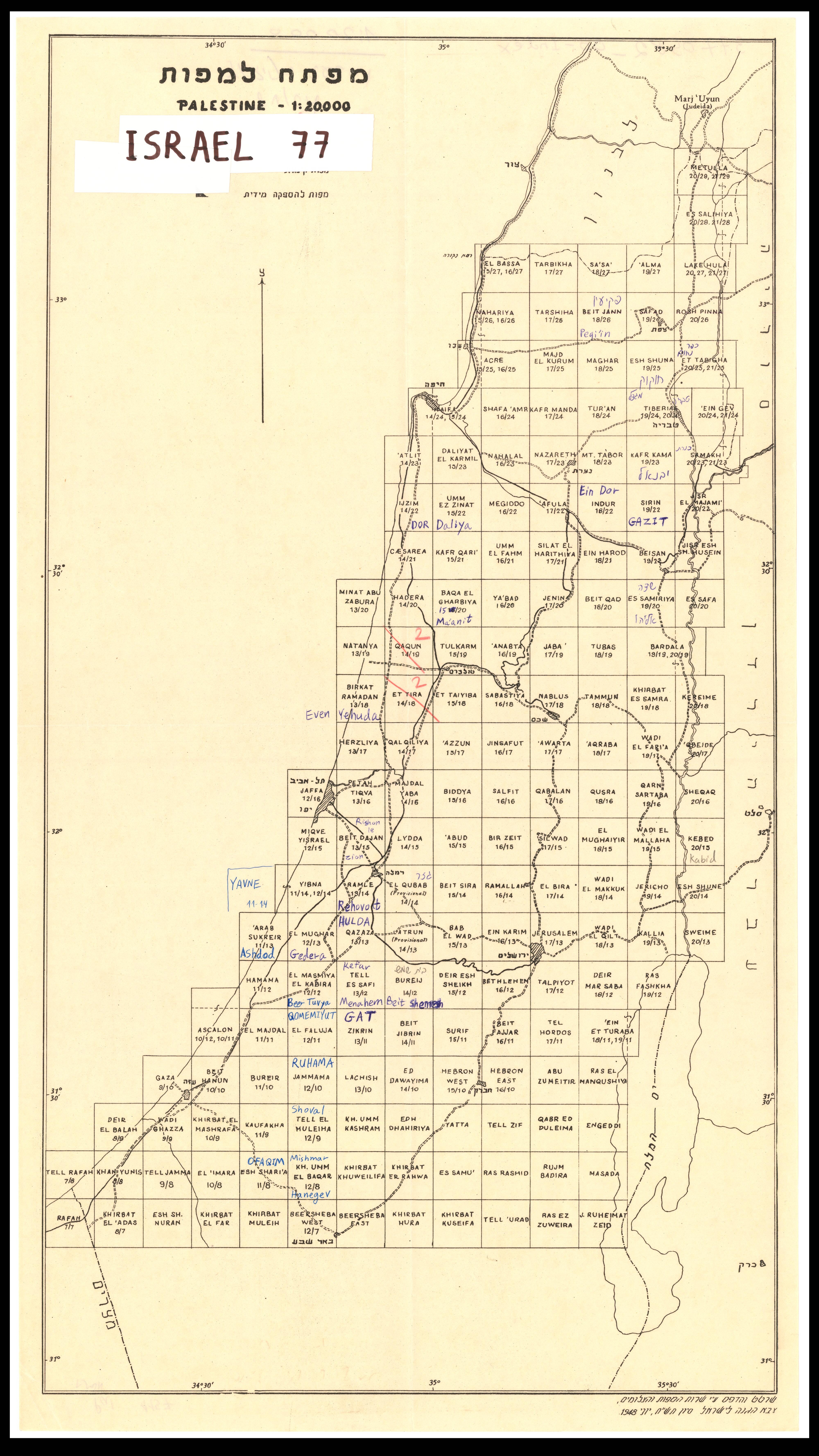
1948年 1:20,000巴勒斯坦勘測的地圖索引，其中有一些地名被現名覆蓋

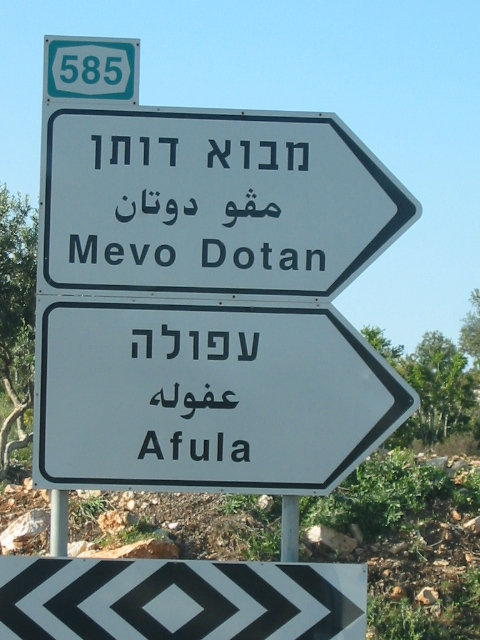
梅沃多坦和阿富拉的街道標志。阿富拉是一座巴勒斯坦城镇，在1920年代出售了給美國錫安聯邦；希伯來語的名稱遵循阿拉伯語，意思都是“豆子”。

在英屬巴勒斯坦的不同時間，該地區有不少地名都使用希伯来语來命名。在1948年，經過巴勒斯坦人大逃亡和阿以戰爭之後，以色列建國。隨後，以色列在1967年的六日戰爭期間占領了巴勒斯坦领土 。1992年的一項研究計算，共有約 2780 名被希伯來化的歷史古跡名字，包括：340個村鎮、1千多個遺址、560條河流、380個泉水、198座山丘、50個洞穴、28座城堡和宫殿、以及14個水池和湖泊。巴勒斯坦人普遍認爲，巴勒斯坦地名的希伯來化是巴勒斯坦大災難的一部分。
巴勒斯坦的不少地名，都是古代希伯來語或迦南語言的阿拉伯化形式，而許多本來的名字都能在希伯來聖經和塔木德中找到。這些名字大多已經流傳了幾千年，但名字背後的含義不少都已經失傳。在古典时期和古代晚期期間，該地區的地區逐漸演變成亞拉姆語和古希臘語 ，也就是伊斯兰教出现之前主要使用的兩種語言 。穆斯林征服黎凡特以後，該地區的名稱開始被阿拉伯化。
以色列政府鼓勵地名的希伯來化，爲了增强在阿利亞運動到以色列的猶太人新移民對該地方提供聯係。因此，不少希伯來聖經或塔木德的地名都被恢復，而且不少本身只有阿拉伯名字而沒有希伯來名字的地方，都有了新的希伯來地名 。但是也有一些情況，在現代希伯來語的名字，保留了原本的巴勒斯坦阿拉伯語名字。例如，現時的 “Banias” ，在古典希伯来语中該作“Paneas”。在國營的政府機構的路標和地圖裏，常常會並列希伯來和阿拉伯的名字，例如“Nablus / Shechem”和“Silwan / Shiloach”等。
在以色列某些地區，特别是猶太人-巴勒斯坦人混居的地方，有些街道的名字恢復了希伯來化以前的阿拉伯名字 。

## 早期歷史
巴勒斯坦探索基金會的克勞德·康德很早就知道，分析當今的阿拉伯地名，對分辨更古老的希伯來語名稱非常重要。康德沒有消除他《西巴勒斯坦調查》地圖中的阿拉伯地名，倒是完整地保留了它們的名稱。在他的回憶錄中，他注意到希伯來語和阿拉伯語的地名傳統，通常都是一致的：
聖經中提到的舊城鎮和村莊的名稱大部分幾乎沒有改變... 事實上，由於每個名字都使用阿拉伯字母來仔細記錄，所以可以使用科學和學術的方式，來與希伯來語進行比較... 當希伯來語和阿拉伯語的地名，被證明包含相同的部首、喉音、和含義時，我們就有了真正可靠的比較... 我們現在已經恢復了聖經地名中的超過四分之三，也因此可以自信地說，聖經的地形圖是真實的、也同時是熟悉該國的希伯來人所創作的作品。

## 現代過程的早年
現代的希伯來化，由1880年代的首潮阿利亞運動之後開始。1920年代，HeHalutz 的青年運動開始了為在英屬巴勒斯坦的新建定居點，設置希伯來化的計劃。 然而，這些希伯來名稱僅適用於猶太國家基金會 (JNF) 購買的土地，因為它們對以外的其他地名沒有影響力。
該時候，那裏的方向路標經常只用阿拉伯語和英文的音譯，而沒有相應的希伯來語書寫。該地區猶太社區，在大衛·耶林等著名錫安主義者的領導下，曾經試圖影響皇家地理學會（RGS）的地名常設委員會，以使命名會考慮希伯來語的名字。 
儘管如此，現今位於該地區的主要地名，阿拉伯與希伯來的名字兩個都受使用，例如耶路撒冷（Jerusalem / Al Quds / Yerushalayim）和希伯侖（Hebron / Al Khalil / Hevron）。但同時，也有一些比較鮮為人知的古代猶太遺址，保留了阿拉伯名字，包括：Jish / Gush Halav、Beisan / Beit She'an、Shefar-amr / Shefar'am、Kafr'Inan / Kefar Hananiah、Bayt Jibrin / Beit Gubrin 等等。
其中反對為古希伯來地名添加額外拼寫的主要因素之一，是擔心會為郵政服務造成混亂，因爲不少的名字已經被長期使用而習慣了。因此，英國官員尋求確保地名的統一形式，確保地圖上的名稱會保持一致。 
儘管 RGS 名稱委員會試圖反對，但依舒夫成員堅持將希伯來語名稱應用於古老的阿拉伯名稱。不同的歷史地理學家，無論是猶太人還是非猶太人，都相信：這個決定的動機之一，是源於覺得阿拉伯地名僅僅是舊希伯來語名稱的「訛誤」，例如 Khirbet Shifat = Yodfat；Khirbet Tibneh = Timnah ；Lifta = Nephtoah；Jabal al-Fureidis = Herodis 等。
在某些時候，為一個地方「恢復希伯來語的名稱」的歷史過程中，又錯又混亂。例如，在為阿拉伯村 Iraq al-Manshiyya 改名初期，該鎮被命名為 Tel Gath，因爲是根據聖經學家威廉·奧爾布賴特，把該鎮與聖經中的迦特（Gath）連上關係。但當後來發現這地名不當時，改了名為 Tel Erani ，但又被發現同樣是誤名，到之後才再改爲現時的迦特鎮 ( Kiryat Gat ) 。
根據維珍尼亞·提莉教授的說法，「不同在科學、語言、文學、歷史、和聖經權威中的機構的發明，是為了培養猶太人對猶太家園的歸屬感和自然權利的印象。而這些印象，是從猶太人對這片幾千年來，被不同民族控制的土地上，擁有的特殊權利而復制出來的」。
早在1920年，英國政府已經在巴勒斯坦成立了希伯來語的小組委員會，爲了就地名英文抄本向政府提供建議，並確定官方使用的希伯來語地名形式。 

## 猶太國家基金命名委員會
1925 年，猶太國家基金會 (JNF) 成立了定居點命名委員會，旨在為 JNF 購買的土地上，建立的新猶太人定居點命名， 並由 JNF 領導人梅納赫姆·烏斯西什金直接領導。 猶太全國委員會 (JNC) 則於1931年底舉行談判，向英屬巴勒斯坦政府提出建議，對英國駐巴勒斯坦的殖民辦公室出版的一本譯名書進行修改。該書概述了阿拉伯語、希伯來語、與英語之間的地名翻譯，以確保英方使用統一的標準。JNC 許多的提案後來得到實施，從1949年地名委員會開始，到1951年，耶沙亞胡·普雷斯（ JNC成員之一）成立了政府命名委員會。 

以色列政治學家梅龍·本韋尼斯提寫道，阿拉伯地名讓新的猶太社區感到不安。1941年4月，澤武倫地區委員會會寫了信給 JNF 總部： 
以下這些名字都展現在他們的榮耀中：卡巴薩、謝赫·沙馬利、阿布·蘇蘇克、布斯坦·沙馬利——所有這些名字 JNF 都沒有興趣在 澤武倫山谷永垂不朽... 我們建議您向澤武倫山谷及其附近的 JNF 土地上的所有定居點發送一封通函，警告他們不要繼續上述的做法（即使用舊地圖），因為這從各個角度來看都是危險的。
從1925到1948年間，猶太國家基金會的命名委員會為巴勒斯坦的215個猶太社區命名。 儘管改了地名，但舊的地圖上仍保留了它們的舊地名的記錄。 

### 阿拉伯語的語言優勢
到1931年，英方的不同官方機構列出的地名，包括在郵局、火車站、與電話簿等，都刪除了不少希伯來語的地名，包括 "Shechem"（Nablus）、"Nazareth" 和 "Nahal Sorek"（Wadi es-Sarar）。這事引起了猶太全國委員會的關注，認為英屬巴勒斯坦政府對其猶太公民有偏見。Nahal Sorek 是在從耶路撒冷乘火車到哈爾圖夫期間的主要路線和通道。

## 內蓋夫地名指定委員會
在1949年末，第一次中東戰爭結束後，以色列的新政府成立了內蓋夫地區的地名指定委員會。該委員會由9名學者組成，而他們的任務就是為該地區的城鎮、山脈、山谷、泉水、道路等分配希伯來名字。 以色列總理大衛·本-古裡安在同年較早已決定了該地區重新命名的重要性，並曾在7月份的日記中寫道：「我們必須給這些地方起希伯來語的名字——如果有的話，就用古名字；如果沒有的話，就用新的！」。他隨後在給委員會主席的一封信中，確定了該委員會的目標：
出於國家原因，我們有義務刪除阿拉伯名字。正如我們不承認阿拉伯人對這片土地的政治擁有權一樣，我們也不承認他們的精神擁有權和名字。
在內蓋夫，委員會決定的 533 個新名字之中，有 333 個是由阿拉伯名字而來的音譯或其他發音相似的名字。 本韋尼斯提表示，委員會的一些成員曾反對消除阿拉伯地名，但在許多情況下，他們由出於政治和民族主義的考慮而被否決。 

## 政府命名委員會
1951年3月，猶太國家基金委員會和內蓋夫委員會合并，創建了政府命名委員會，以覆蓋以色列全境。該委員會表示：「我國地名的猶太化是一個至關重要的問題」。1960年2月，以色列測量局局長約瑟夫·埃爾斯特寫道：「我們已經確定，用希伯來語名稱替換阿拉伯名稱的工作尚未完成。委員會必須迅速填補缺失的內容，尤其是廢墟的名稱」。1951年4月，伊扎克·本-兹维和便雅憫·馬扎爾博士被任命為委員會的成員。 
1920年至1990期間，不同委員會為該國大約7000多個使用了自然元素來改名，其中5000多個是地理地名，數百個是歷史遺址的名稱，而1000多個是新定居點的名稱。 地理學家澤夫·維勒內指出，自19世紀以來，不少聖經單詞、表達方式、和短語，為現代的以色列提供了許多城鄉定居點和社區的名稱。

雖然許多較新的猶太定居點名稱，已經取代了較舊的阿拉伯村莊和廢墟名稱（例如 Khirbet Jurfah → Roglit ；Allar → Mata；al-Tira → Kfar Halutzim → Bareket 等），但本韋尼斯提也表明這些歷史悠久的地名並沒有完全消失：
1980年代期間，在 584 條阿拉伯村莊中，大約有四分之一的村名有古代來源——聖經、古希臘語或阿拉姆語。
如今，如果新定居點的名稱不能以某種方式與鄰近地區或地區聯系起來，以色列政府命名委員會不鼓勵為新定居點命名。盡管如此，它仍然是唯一授權的名稱仲裁者，無論該名稱是否與該網站有歷史聯系。

## 現今趨勢
到2010年代，開始恢復原始阿拉伯語的街道名稱的趨勢，很多是位於以色列的猶太-阿拉伯混合地區，自1948年起已被希伯來化。